# Horacio Siburu
Horacio Siburu Libarona (* 18. März 1922 in Concordia; † 10. April 2000) war ein argentinischer Moderner Fünfkämpfer.
Siburu wurde 1947 zusammen mit Enrique Wirth und Juan Carlos Uriburu Südamerikameister im Mannschaftswettbewerb. Zudem nahm er an den Olympischen Sommerspielen 1948 in London teil, wo er den 32. Rang belegte.